# Captain America (film, 1990)
Pour les articles homonymes, voir Captain America (homonymie).
Pour plus de détails, voir Fiche technique et Distribution.

le bouclier de captain America :film américain.

Captain America est un film américano-yougoslave d'Albert Pyun, sorti en 1990, directement en vidéo dans plusieurs pays.
C'est une adaptation du comics de Stan Lee et Jack Kirby mettant en vedette le personnage de Captain America, créé à l'origine par Joe Simon et Jack Kirby.

## Synopsis
En 1936, l'Allemagne nazie avec l'aide d'une brillante biogénéticienne, le docteur Maria Vaselli, vient de mettre au point un sérum capable d'accroître la vitesse, l'endurance et la force des soldats. Les nazis, dans ce but, vont kidnapper un jeune garçon brillant et extrêmement intelligent issue de l'aristocratie italienne : Tadzio De Santis. Ils forcent la scientifique à lui administrer le sérum, mais une fois injecté, le sérum inflige des séquelles physiques au jeune homme, lui amaigrissant le visage et le couvre d'une rougeur inguérissable. Devant une telle horreur et venant de comprendre la gravité de son acte, la scientifique s'enfuit avec la formule du sérum. Quelques années plus tard, la généticienne, ayant rejoint les États-Unis, a amélioré la formule et, voulant se racheter de sa faute passée, décide d'en faire profiter les États-Unis et un projet est mis en route. C'est alors qu'un jeune soldat idéaliste américain du nom de Steve Rogers se porte volontaire pour une expérience appelée : « Renaissance », qui n'est autre que le projet en question. Devenant ainsi un super-soldat, il sera le symbole des États-Unis et du monde libre, et se verra attribué un costume et un bouclier à l'effigie des U.S.A, il devient alors le Captain America. Lors d'une opération en Allemagne, il va alors rencontrer son plus farouche adversaire : Crâne Rouge (Redskull), qui n'est autre que De Santis, vouant une haine à l'humanité. Mais, en détournant un missile de sa trajectoire, il tombe dans l'océan Arctique et est congelé.
Revenant à la vie, dans les années 1990, il va devoir réaffronter Crâne Rouge, cette fois-ci à la tête d'une importante société secrète.

## Fiche technique
Sauf indication contraire, les informations mentionnées dans cette section peuvent être confirmées par les bases de données cinématographiques IMDb et Allociné,  présentes dans la section « Liens externes ».
- Titre original et français : Captain America
- Réalisation : Albert Pyun
- Scénario : Stephen Tolkin, d'après une histoire de Stephen Tolkin et Lawrence J. Block, d'après le personnage Captain America créé par Joe Simon et Jack Kirby
- Musique : Barry Goldberg
- Direction artistique : A. Rosalind Crew, Marc Dabe et Nenad Pecur
- Décors : Douglas H. Leonard
- Costumes : Heidi Kaczenski
- Photographie : Philip Alan Waters
- Son : Patrick Cyccone Jr., Ron Hitchcock, Frank A. Montaño
- Montage : Jon Poll
- Production : Menahem Golan
  - Production exécutive : Tom Karnowski
  - Production déléguée : Stan Lee et Joseph Calamari
  - Production associée : Stephen Tolkin
- Sociétés de production[1] : Jadran Film, présenté par 21st Century Film Corporation, en association avec Marvel Enterprises
- Sociétés de distribution : 20th Century Fox Home Entertainment (États-Unis - Sortie DVD) ; Gaumont (France sortie en salle)
- Budget : 3 millions de $
- Pays de production :  États-Unis,  Yougoslavie
- Langue : anglais
- Format[2] : couleur (Eastmancolor) - 35 mm - 1,85:1 (Panavision) - son Dolby SR
- Genre : action, aventures, science-fiction, guerre
- Durée : 97 minutes ; 124 minutes (director's cut)
- Dates de sortie[3] :
  - États-Unis : 26 juillet 1991 (sortie nationale)
  - France : 26 juillet 1991 (sortie en vidéo) ; 7 août 1991 (sortie nationale)
- Classification[4] :
  - États-Unis : accord parental recommandé, film déconseillé aux moins de 13 ans (PG-13 - Parents Strongly Cautioned)
  - France : tous publics
  - Québec : 13 ans et plus (13+ / 13 years and over)

## Distribution
- Matt Salinger : Captain America / Steve Rogers
- Ronny Cox : Président Tom Kimball
- Scott Paulin : Crâne rouge / Tadzio de Santis
- Ned Beatty : Sam Kolawetz
- Darren McGavin : Général Fleming
- Michael Nouri : lieutenant-colonel Louis
- Kim Gillingham : Bernice Stewart / Sharon
- Melinda Dillon : Mme Rogers
- Bill Mumy : général Fleming jeune
- Francesca Neri : Valentina de Santis
- Carla Cassola : docteur Maria Vaselli
- Massimilio Massimi : Tadzio de Santis
- Wayde Preston (en) : Jack
- Norbert Weisser : expert en Alaska
- Garette Ratliff Henson : Tom Kimball jeune
- Donald Standen : garde du corps de Red Skull

## Autour du film
En mai 2006, le site IMDb le classe 48e pire film de tous les temps (d'après les votes de ses visiteurs).
Un nouveau film, Captain America: First Avenger de Joe Johnston, est sorti en 2011 avec Chris Evans. En 2014, la suite, Captain America : Le Soldat de l'hiver de Anthony et Joe Russo, est sorti. Entre ces 2 films, en 2012, Chris Evans reprit le rôle de Captain America dans Avengers de Joss Whedon.

## Éditions en vidéo
- France :

Le film est sorti dans les années 1990 en VHS chez l'éditeur Delta Vidéo ainsi que chez Fil à film. A ce jour, il n'a toujours pas fait l'objet d'une sortie en DVD ou Blu-ray.
- États-Unis :

Le film est sorti sur les supports DVD et Blu-ray.
- Captain America Limited Edition Collection (DVD-9 Keep Case) est sorti le 23 août 2011 édité par MGM. Le ratio écran est en 1.33:1 plein écran recadré. L'audio est en Anglais 2.0 Dolby digital. Pas de sous-titres et pas de bonus. Il s'agit d'une édition Zone 1 NTSC. ASIN B005E7SF7E
- Captain America: Collector's Edition (BD-25) est sorti le 21 mai 2013 édité par Shout Factory. Le ratio écran est en 1.85:1 panoramique 16:9 natif 1080p haute définition. L'audio est en Anglais Master HD. Pas de sous-titres présents. En supplément un entretien de 20 minutes avec Albert Pyun. Il s'agit d'une édition A, B et C. ASIN B00BCMT49I